# San Carlos de Purén
San Carlos de Purén es una localidad ubicada al sur de la comuna de Los Ángeles, capital de la provincia del Biobío, en la región homónima. Se encuentra ubicada a un costado de la Ruta 5 Sur, a unos 17 km de la plaza de Armas de la ciudad, en dirección hacia la comuna de Mulchén, próxima a orillas del río Biobío.

## Historia

### Fuerte San Carlos de Purén
Su nombre se debe al Fuerte San Carlos de Purén, fortaleza que formó parte del sistema de fuertes del Biobío del Reino de Chile, creado en un principio para servir de apoyo de avanzada al Fuerte San Felipe de Arauco, siendo a su vez de gran utilidad para la defensa de la Isla de La Laja. Construido inicialmente en la ribera sur del río Biobío en 1764, fue trasladado a la ribera norte (línea de defensa de La Frontera) seis años más tarde, en los alrededores de donde se emplaza actualmente la localidad. Estas medidas, que fueron órdenes de los gobernadores de Chile de aquel entonces, fueron implementadas por Ambrosio O'Higgins, quien en aquella época se desempeñaba como maestre de campo en la zona.

### Santuario de la Purísima
El Santuario de la Purísima de San Carlos de Purén es un templo de culto católico, perteneciente a la diócesis de Los Ángeles, cuya advocación es a la Purísima Concepción. En él se encuentra una imagen de la Virgen María traída desde España en el siglo XVI, la cual era usada como protección por los conquistadores españoles en diferentes fortificaciones de la época durante la Guerra de Arauco. Allí se celebra anualmente cada 8 de diciembre a la Inmaculada Concepción, con una peregrinación juvenil que se realiza desde 1970, a los que se suman una gran cantidad de huasos jinetes, quienes se congregan masivamente para agradecer a la Virgen por las cosechas y pedir la bendición para sus actividades campesinas.